# Zásada
Zásada (in tedesco Sassadel) è un comune mercato della Repubblica Ceca facente parte del distretto di Jablonec nad Nisou, nella regione di Liberec.